# پل کوئینزبورو

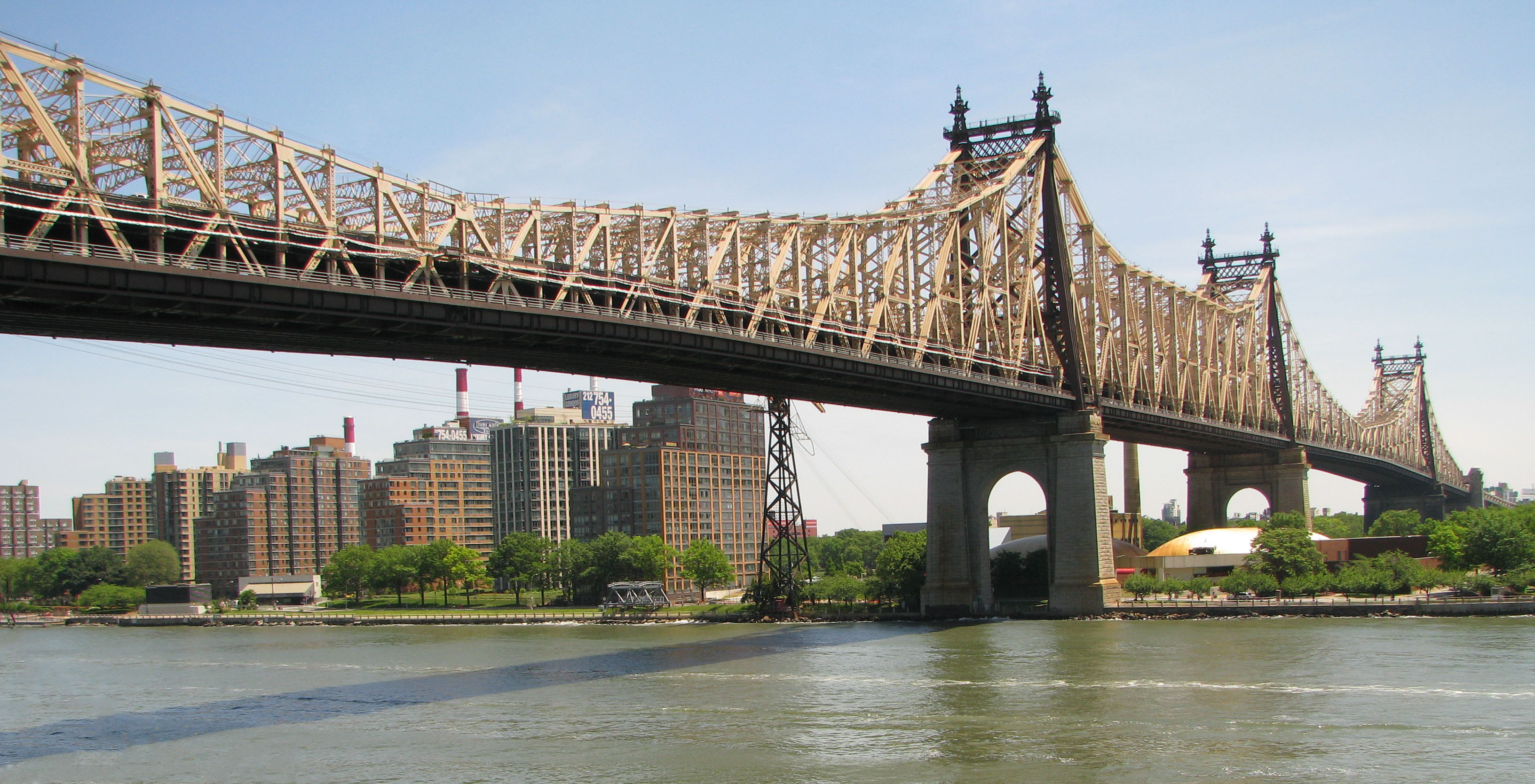
پل کوئینزبورو.

پل کوئینزبورو (به انگلیسی: Queensboro Bridge) یا به طور رسمی پل اد کاچ کوئینزبورو که همچنین به دلیل اینکه آن سویی از پل که در منهتن قرار دارد بین خیابان‌های ۵۹و۶۰ است به پل خیابان ۵۹ نیز معروف است یک پل طره‌ای است که بر روی رودخانه ایست ریور و در شهر نیویورک قرار دارد. ساخت این پل در سال ۱۹۰۹ به پایان رسید. این پل محلهٔ لانگ آیلند سیتی واقع در منطقهٔ کویینز را به منهتن متصل می‌کند و در این میان از روزولت آیلند عبور می‌کند.
در دسامبر سال ۲۰۱۰ شهرداری نیویورک اعلام کرد به افتخار شهردار پیشین این شهر یعنی اد کاچ نام پل کوئینزبورو به اد کاچ کوئینزبورو تغییر خواهد یافت. هرچند این امر توسط ساکنان این محل و کسبه قابل قبول واقع نشد و همچنان این پل را با نام قدیم آن می‌شناسند.